# Niewierny Tomasz (obraz Caravaggia)
Niewierny Tomasz – obraz olejny włoskiego malarza barokowego Caravaggia, który powstał na zamówienie Vincenza Giustinianiego.

Motyw obrazu został zaczerpnięty z Nowego Testamentu, z Ewangelii Jana. Odnosił się do słów Tomasza Apostoła wypowiedzianych osiem dni wcześniej po pierwszym objawieniu Jezusa, przy którym nie był obecny Tomasz: 

Jeżeli na rękach Jego nie zobaczę śladu gwoździ i nie włożę palca mego w miejsce gwoździ, i nie włożę ręki mojej do boku Jego, nie uwierzę (J 20, 25).

 Po wydarzeniach wielkanocnych w Jerozolimie w domu Marka Ewangelisty zebrali się ponownie apostołowie. Wówczas po raz drugi ukazał się Jezus, zwracając się do swego ucznia: 

Podnieś tutaj swój palec i zobacz moje ręce. Podnieś rękę i włóż do mego boku, i nie bądź niedowiarkiem, lecz wierzącym! (J 20, 27).

 Mimo że Jan nie pisze, iż Tomasz uczynił to, o co prosił Jezus, późniejsi artyści wielokrotnie ukazywali właśnie gest „sprawdzającego palca”, a apostoł otrzymał przydomek „niewierny”.
Caravaggio, w odróżnieniu od pozostałych artystów, ukazał moment wsadzenia palca w ranę Jezusa w sposób wyjątkowo realistyczny. Jego postacie są skupione, stłoczone w jedną całość, która obejmuje jedno źródło światła. Chrystus odkrywa swą ranę w boku, a Tomasz wsadza wyciągnięty palec wskazujący głęboko w ranę. Jego dłoń prowadzona jest przez rękę Chrystusa, a na jego twarzy gości zdziwienie i zmieszanie. Za nim ukazane zostały postacie dwóch pozostałych apostołów z wielką ciekawością obserwujących wydarzenie. Caravaggio, malując postacie apostołów, zrywa z tradycyjnym ich przedstawieniem. Nie idealizuje wizerunków świętych. Podobnie jak w pierwszej wersji Świętego Mateusza i anioła modele apostołów to ludzie prości, naiwnie „zdziwieni rzemieślnicy i rybacy”. Realizm sceny sprawia, iż widz widzi ból fizyczny Chrystusa po dotyku palca Tomasza.
Płótno Niewierny Tomasz było jednym z najczęściej kopiowanych obrazów Caravaggia w XVII wieku. Obecnie znane są dwadzieścia dwie kopie z tego okresu.